# モーシェ・フェイグリン

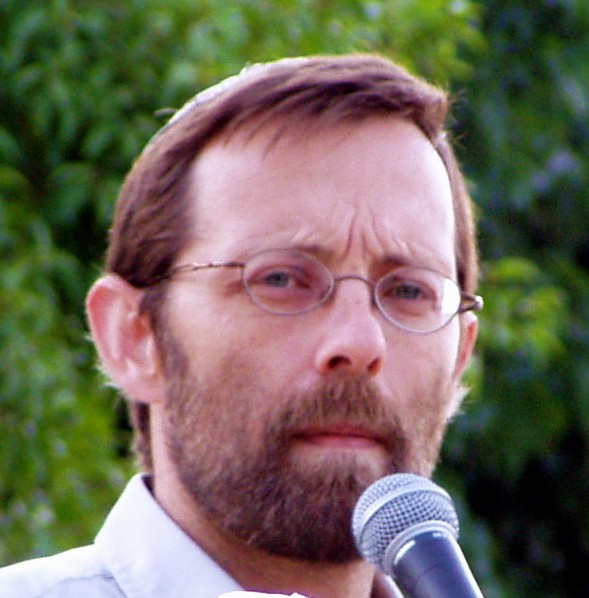
モーシェ・フェイグリン

モーシェ・ザルマン・フェイグリン（ヘブライ語: משה פייגלין、Moshe Feiglin、1962年–）は、イスラエルの政治家。ゼフート党首。クネセト議員を1期務めた。ただし、フェイグリンは政治活動を開始してから2013年の選挙まではクネセト議員ではなく、公的には政治家よりもイスラエル国内では著名な活動家にすぎない存在であった。また、ユダヤ教のラビであり、社会運動家。右派政党・リクードの元党員である。オル・エツィオン・イェシーバー（ユダヤ教学院）卒業。
フェイグリンは「公益の助けにならない」という理由でイギリスへの入国を禁止されている。趣味はサイクリング。
日本のメディアでは、モシェ・フェイグリンとも表記される。

## 活動歴

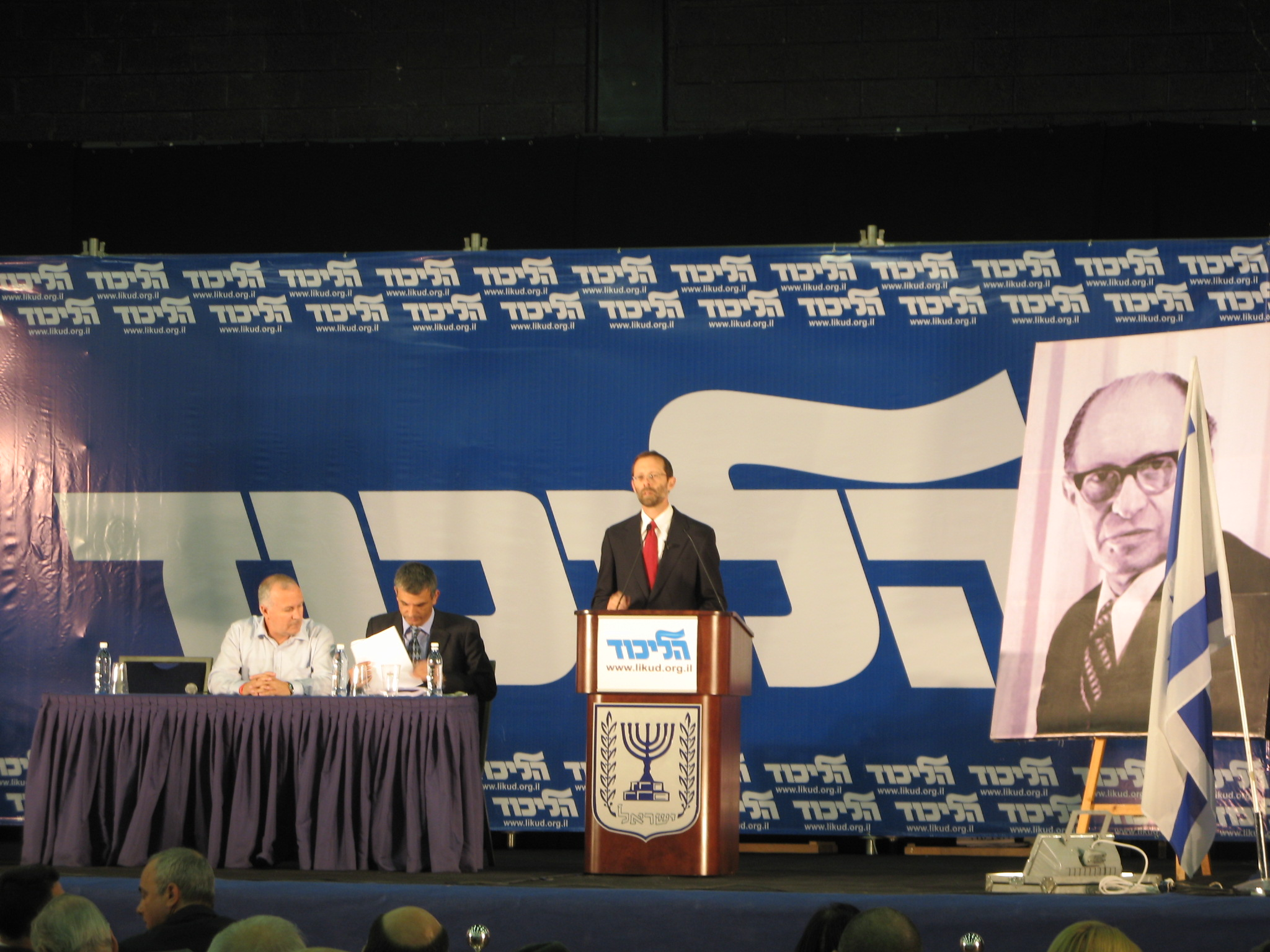
リクード党大会で演説するフェイグリン（2008年）

イスラエル右派のカリスマ的存在で、アラブ・パレスチナ間のいかなる政治的妥協にも断固反対する立場をとる。クネセト（国会）からのアラブ人議員追放、非ユダヤ人のイスラエル国外退去の奨励、ガザ地区再占領、国際連合からの脱退などを主張する。
1993年に締結されたオスロ合意への反対活動で逮捕・有罪判決を受けた経験がある。
2003年、2006年の総選挙でリクードからの出馬を試みたが、過去の逮捕歴を理由に実現しなかった。
フェイグリンの名が一躍轟くきっかけになったのは、2005年のアリエル・シャロン首相らの集団離党に伴うリクードの党首選以降である。その際フェイグリンはベンヤミン・ネタニヤフ、シルバン・シャロームに次ぐ3番手につけ、有効票の12.5%を獲得し、周囲を驚かせる。選挙戦では、「（ガザ地区等からの）撤退計画は許されない。領土的譲歩は神の御意思に背く話でもってのほか」と終始強気の言説を展開した。リクード内ではガザからの撤退に反対する反発が相当なものであったことと、党是においては世俗主義であるが入植者など宗教的支持層が支持者に多く、本音と建前との乖離があったことが健闘の理由に挙げられる。2007年8月14日に行われる同党の党首選にも出馬しており、20%前後の得票が予想されていたが、最終的に23%を得票した。
また、2009年に行われた総選挙の公認候補に同党比例36位で出馬。党首のネタニヤフは公認に消極的であったが、比例順位は党首ではなく党員投票で決定されるため覆すことはできなかった。しかし、リクードの獲得議席は27にとどまり、フェイグリンがクネセト議員に当選することはできなかった。
フェイグリンに反対する人々の一部は、フェイグリンを「現代のメイル・カハネ」と批判しているが、フェイグリンは、自身はカハネ主義者ではなく、カハネの考えと自分の考えの多くは一致しないとことあるごとに説明している。逆に言えば、カハネ主義者からはフェイグリンは批判の対象となっている。ただ、フェイグリンは過去にカハネ主義者の活動家であるシュムエル・サッケットと共同で、オスロ合意への抗議運動団体である「ゾ・アルツェイヌ」（「これは我々の地」と言う意味）を立ち上げている。
2012年1月31日に行われるリクード党首選に正式に出馬するも、落選。
2013年1月22日に行われる予定のクネセト総選挙にリクードから比例順位15位で出馬が内定している。この選挙でリクードはイスラエル我が家と統一会派を組んでおり、仮に双方合わせて22議席以上獲得すれば、フェイグリンはクネセト議員となる。
そして、フェイグリンは総選挙で当選を果たし、クネセト議員となった。
後述のように、クネセト内でリクードの議員として活動したが、2015年3月の総選挙直前にリクードからの離党と新党設立を表明。しかし選挙には間に合わなかった。
その後、新党「ゼフート」（アイデンティティという意味）結党を表明。党首となる。

## クネセトでの活動
クネセトの議長代理となったフェイグリンは、イスラエル政府に批判的なアラブ系議員に度々議場からの退出を命じるなど、排外主義で政治に臨んでいる。しかし、相手に有無を言わせず議場からつまみ出す強硬さから、アラブ系政党や共産党からは「ファシスト」と非難されている。メレツや労働党などのユダヤ系中道左派政党もフェイグリンの強硬姿勢には批判的であり、フェイグリンの行為で議場が荒れることも多い。2014年5月5日、中国当局による法輪功学習者の臓器狩り疑惑について、「神がすべてを見ており、世界の正義の力を集めて邪悪に対抗してほしい」と述べ、中国を批判した。
7月15日、ガザ侵攻に際して、「ガザは我々の領土」と改めて主張した。そして解決案として、ハマースの無条件降伏、ガザの再征服とハマースなど「武装テロリスト」の追放、そしてユダヤ人による入植を進め、「反イスラエル運動に関与していない」非ユダヤ人住民については、永住権を認めればよいと述べた。さらに8月1日、Facebookで「ガザ全土の征服、全武装勢力とその支持者の排除」「電気と水の供給の切断」「最大火力で軍民問わず軍事、物流、通信の徹底破壊」「非ユダヤ人住民が居住を望むなら、武装勢力と無関係を証明し、イスラエルへの忠誠を署名した者のみ、東エルサレムのアラビア人同様にIDカードを交付する」などを実行するようネタニヤフ首相に呼びかけた。

## フェイグリンの考える和平案
フェイグリンが主張するパレスチナとの和平案とは、パレスチナ人に一世帯あたり25万ドル相当の立退き料を支払い、他のアラブ諸国や海外の国に出て行ってもらい、パレスチナ人の土地を買い取るというものである。イスラエル国内のマイノリティであるアラブ系イスラエル人についても、フェイグリンは同様にイスラエルから出て行くよう主張している。